# Секей, Эндре
Э́ндре Се́кей (венг. Székely Endre; 6 апреля 1912, Будапешт, Австро-Венгрия, ныне Венгрия — 14 апреля 1989, там же) — венгерский композитор, хоровой дирижёр и педагог.

## Биография
Учился в Будапештской музыкальной академии у Альберта Шиклоша. После 1945 года один из организаторов музыкальной самодеятельности, руководитель многих хоров. Главный редактор журнала «Eneklő Munkás». Возглавлял ряд музыкальных организаций и коллективов. С 1960 года преподавал в Педагогическом институте в Будапеште.

## Сочинения
- опера «Водяная лилия» (1961, Будапешт)
- оперетта «Золотая звезда» (1951, Будапешт)
- оратория «Дьёрдь Дожа» (1959)
- кантата «Петёфи» (1952)
- 2 симфонии
- сюиты и концерты для оркестра
- фортепианные пьесы
- хоры
- эстрадные песни и романсы

## Награды
- 1949 — 1-я премия на Международном конкурсе рабочих хоров в Будапеште
- 1954 — Премия имени Эркеля